# Heavy Horses
Heavy Horses je album vydané britskou rockovou skupinou Jethro Tull 10. dubna 1978. Je to jedno z posledních alb kde byl uplatněn akustický keltský rock ze střední éry Jethro Tull, než nastoupily syntezátory. Společně s alby Songs from the Wood a Stormwatch představuje realizaci ideálu – rockové písničky, které se věnují dosud nedotčenému tématu, ekologii a anglické mystice. Album pokračuje folkovým soundem ve stylu Songs from the Wood ale bylo upuštěno od folkového obsahu textů, výměnou za realističtější perspektivu měnícího se světa. To bylo vysoce oceňováno hudebními kritiky, zejména na živých vystoupeních.
Svým jedenáctým studiovým albem Jethro Tull korunovali svou nejúspěšnější a umělecky nejplodnější dekádu. Skupina jím ve vrcholné formě oslavila anglický folk, plný krásných melodií akustických kytar a mandolín, doplňovaných nepostradatelnou flétnou Iana Andersona. Zní velmi podobně jako deska Songs from the Wood, skladby na tomto LP jsou ale vášnivější a podávány s větší vervou a energií. "No Lullaby" – žádná ukolébavka je příznačný název nejen pro jednu ze skladeb, ale i pro celé album. Anderson zpívá naplno, jakoby to měl být jeho poslední výkřik do mikrofonu, spolehlivě doplňován zbývajícími členy kapely. Písničky jako "Acres Wild", "Rover", "One Brown Mouse", "Weathercock" či "Moths" – posledně jmenované vévodí jedny z nejpovedenějších orchestrálních aranží Davida Palmera – patří k nejpohodovějším a nejmelodičtějším kusům na repertoáru téhle britské formace. Nádhernou titulní skladbu zase příjemně ozvláštňují houslové tóny Darryla Waye ze skupiny Curved Air.

## Seznam skladeb
Všechny skladby napsal Ian Anderson
| Pořadí | Název                                    | Délka |
| ------ | ---------------------------------------- | ----- |
| 1.     | …And The Mouse Police Never Sleeps       | 3:11  |
| 2.     | Acres Wild                               | 3:22  |
| 3.     | No Lullaby                               | 7:54  |
| 4.     | Moths                                    | 3:24  |
| 5.     | Journeyman                               | 3:55  |
| 6.     | Rover                                    | 4:59  |
| 7.     | One Brown Mouse                          | 3:21  |
| 8.     | Heavy Horses                             | 8:57  |
| 9.     | Weathercock                              | 4:02  |
| 10.    | Living in These Hard Times (bonus, 2003) | 3:10  |
| 11.    | Broadford Bazaar (bonus, 2003)           | 3:38  |

## Obsazení
- Ian Anderson – zpěv, flétna, akustická kytara, příležitostně elektrická kytara, mandolína
- Martin Barre – elektrická kytara
- John Evan – klavír, varhany
- Barriemore Barlow – bicí, perkuse,
- John Glascock – baskytara
- David Palmer – varhanní portativ, klávesy, příležitostné orchestrální aranže

hosté:
- Darryl Way - houslové sólo ve skladbách Acres Wild a Heavy Horses